# Psammomys
Psammomys es un género de roedores miomorfos de la familia Muridae propios del norte de África y Oriente Medio.

## Especies
Se reconocen las siguientes especies:
- Psammomys obesus
- Psammomys vexillaris